# Jan Čuřík
Jan Čuřík (1. listopadu 1924 Praha – 4. prosince 1996 tamtéž) byl český kameraman.

## Život
Během nacistické okupace pracoval jako laborant v Herafilmu. V letech 1945–1949 působil jako asistent kamery v Krátkém filmu, v letech 1950–1955 pak jako kameraman krátkých a dlouhých filmů v Armádním filmu. Od roku 1955 působil ve Filmovém studiu Barrandov, kde točil hrané filmy s režiséry Zbyňkem Brynychem, Věrou Chytilovou, Františkem Vláčilem, Jaromilem Jirešem, Evaldem Schormem a Karlem Kachyňou.

## Ocenění
- 1960 – 21. mezinárodní filmový festival Benátky – Medaile Bienále - mimo soutěž
- 1964 – 4. celostátní přehlídka československých filmů pro děti a mládež Gottwaldov – Zvláštní uznání poroty
- 1965 – Trilobit 1964 – Trilobit za kameru filmu, Trilobit za kameru povídky
- 1968 – 1. Finále Plzeň – Cena Finále
- 1971 – 13. mezinárodní filmový festival Chicago – Stříbrný Hugo za barevnou kameru
- 1976 – 6. mezinárodní filmový festival FEST '76 Bělehrad – Diplom za kameru
- 1982 – 22. mezinárodní filmový festival Cartagena – Cena poroty kritiků za nejlepší kameru[3]

## Dílo
- 1954 Vzpomínka (krátký dokument)
- 1955 Tanková brigáda
- 1956 Mladé dny (dokument)
  - Spartakiáda (dokument)
  - Posádka na štítě (krátký dokument)
  - Dopis z fronty (krátký dokument)
- 1957 Váhavý střelec
- 1958 Žižkovská romance
- 1959 Pět z miliónu
- 1960 Vstup zakázán
  - Holubice
- 1961 Páté oddělení
  - Každá koruna dobrá
- 1962 Neschovávejte se, když prší
- 1963 Transport do ráje
  - O něčem jiném
- 1964 Každý den odvahu
  - Místo v houfu
- 1966 Bloudění
- 1967 Pět holek na krku
- 1968 Malé letní blues
- 1969 Žert
  - Flirt se slečnou Stříbrnou
- 1970 Valerie a týden divů
- 1972 ...a pozdravuj vlaštovky
- 1973 Maturita za školou
- 1974 Milenci v roce jedna
  - Lidé z metra
- 1975 Poslední ples na rožnovské plovárně
  - Kateřina a její děti
- 1977 Talíře nad Velkým Malíkovem
- 1978 Setkání v červenci
  - Čekání na déšť
- 1979 Zlatí úhoři
- 1980 Lásky mezi kapkami deště
- 1981 Cukrová bouda
  - Počítání oveček
- 1983 Pozor, vizita!
- 1984 Sestřičky
  - Katapult
- 1985 Fandy, ó Fandy
- 1987 Lev s bílou hřívou
- 1988 Kam, pánové, kam jdete?
- 1989 Vlak dětství a naděje